# Gövelek Gölü
Der Gövelek Gölü (auch Ermanis Gölü, İrmanis Gölü, deutsch Gövelek-See), 26 km östlich von Van gelegen, ist ein See in der türkischen Provinz Van. Eventuell handelt es sich um einen urartäischen Stausee.
In der Nähe des Sees wurde eine Stele des urartäischen Königs Rusa Erimenaḫi gefunden. Sie erwähnt den Bau eines Stausees, der das „Land vor dem Berg Qilbani“ (vielleicht der Zimzim Dağı) bewässerte. Dieser See wird gewöhnlich mit dem Keşiş Gölü gleichgesetzt, den die Urartäer Rusa-See nannten. Da die Inschrift keinen Namen nennt, ist diese Gleichsetzung jedoch nicht gesichert. Çilingiroğlu weist jedoch darauf hin, dass es sich auch um den Göveleksee handeln könnte. Auch die Stauseen von Köşebaşı, Kurubaşı und Sihke kämen jedoch in Betracht.